# Zalakerámia-Zalaegerszegi Torna Egyesület Kosárlabda klub
Il Zalakerámia-ZTE K.K., nome completo Zalakerámia-Zalaegerszegi Torna Egyesület Kosárlabda Klub, è una squadra di pallacanestro ungherese.

## Storia
La polisportiva nacque nell'anno 1920 così come la sezione calcistica; la sezione cestistica si affacciò ai campionati maggiori prevalentemente durante gli anni settanta.
L'esordio nel massimo campionato ungherese avvenne nel 1979. Al termine dell'annata 1983-84 lo ZTE ha chiuso al terzo posto. Il risultato fu ancora migliore nel 1985-86, quando arrivò il secondo posto.
Il primo vero trionfo fu nel 1987-88 con la conquista del primo titolo nazionale, successo poi bissato due anni più tardi. Il terzo titolo arrivò nella stagione 1991-92. Dopo numerosi campionati disputati comunque senza retrocedere, nel 2009-10 lo ZTE ha conquistato il quarto scudetto della sua storia.
Disastrosa invece la stagione 2011-12, con la squadra che è retrocessa dopo aver chiuso all'ultimo posto in classifica, con solamente una vittoria all'attivo.

## Palmarès
- Campionato ungherese: 4

1987-88, 1989-90, 1991-92, 2009-10
- Coppa d'Ungheria: 4

1988, 1992, 1996, 2010

## Cestisti
- Julian Norfleet 2016-2017